# هودسلاویتسه
هودسلاویتسه (به چکی: Hodslavice) یک منطقهٔ مسکونی در جمهوری چک است که در ناحیه نووی ییتشین واقع شده‌است. هودسلاویتسه ۱۰٫۸۴ کیلومتر مربع مساحت و ۱٬۷۳۵ نفر جمعیت دارد و ۳۳۷ متر بالاتر از سطح دریا واقع شده‌است.